# Hans Holzhaider
Hans Holzhaider (* 25. Juli 1946 in Miesbach) ist ein deutscher Journalist.

## Werdegang
Holzhaider studierte amerikanische Literaturgeschichte, Politik und Publizistik in Berlin und München. 1974 promovierte er mit einer ideologiekritischen Analyse amerikanischer Konsumliteratur der Jahre 1865 bis 1885. Nach einem Zeitungsvolontariat bei der Heilbronner Stimme war er von 1976 an Redakteur beim Sonntagsblatt der Evangelisch-Lutherischen Kirche in Bayern. 1978 wechselte er zur Süddeutschen Zeitung und ist dort unter anderem seit 1996 Gerichtsreporter. Der erste Prozess, von dem er berichtete, war 1995/96 das Strafverfahren gegen Souhaila Andrawes wegen ihrer Beteiligung an der Entführung des Flugzeugs „Landshut“.

## Auszeichnungen
- 1993 wurde Holzhaider – zusammen mit Michael Stiller, Klaus Ott, Christiane Schlötzer-Scotland (Süddeutsche Zeitung) und Fridolin Engelfried (Augsburger Allgemeine) – für die Berichterstattung über die  sogenannte Amigo-Affäre mit dem Wächterpreis der deutschen Tagespresse (2. Preis) ausgezeichnet.
- Für seinen Text Der nackte Wahnsinn, erschienen am 14. Dezember 2012 auf Seite Drei der Süddeutschen Zeitung, wurde Holzhaider im Juni 2013 mit dem Herbert-Riehl-Heyse-Preis ausgezeichnet.

- 2014 erhielt er gemeinsam mit Sophie Rohrmeier (ebenfalls Süddeutsche Zeitung) den Karl-Buchrucker-Preis der Inneren Mission München. Ausgezeichnet wurden damit Artikel über die Lage von Strafgefangenen in bayerischen Haftanstalten, besonders die fehlenden psychotherapeutischen Behandlungsmöglichkeiten und die unzureichenden Resozialisierungsbemühungen.[1]
- Ebenfalls 2014 wurde er vom Bündnis für Dachau mit dem Hermann-Ehrlich-Preis[2][3][4] ausgezeichnet. Dieser wird vom Bündnis für Dachau an Personen oder Gruppen verliehen, die aufrecht demokratisches Verhalten beweisen, selbst wenn sie dafür persönliche Nachteile in Kauf nehmen müssen

## Veröffentlichungen
- Literaturwissenschaft als Gesellschaftswissenschaft. Eine ideologiekritische Analyse amerikanischer Konsumliteratur 1865–1885, Kronberg/Taunus: Scriptor, 1976.
- Vor Sonnenaufgang. Das Schicksal der jüdischen Bürger Dachaus, München: Süddeutsche Zeitung, 2006.